# Collegio elettorale di Roma - Val Melaina (Senato della Repubblica)
Il collegio Roma - Val Melaina fu un collegio elettorale uninominale della Repubblica Italiana per l'elezione del Senato della Repubblica. Apparteneva alla Circoscrizione Lazio e fu utilizzato per eleggere un senatore nella XII, XIII e XIV legislatura.
Venne istituito nel 1993 con la cosiddetta Legge Mattarella (Legge n. 276, Norme per l'elezione del Senato della Repubblica), attuata in seguito al referendum abrogativo del 1993. La legge istituì per la Camera dei deputati e per il Senato della Repubblica un sistema di elezione misto, in parte maggioritario e in parte proporzionale. Il 75% dei parlamentari dell'assemblea veniva eletto in collegi uninominali tramite sistema maggioritario a turno unico; il restante 25% al Senato veniva eletto tramite recupero proporzionale dei più votati non eletti attraverso un meccanismo di calcolo denominato scorporo, cioè sottraendo dal conteggio dei voti totali di una lista nella parte proporzionale i voti ottenuti dai candidati collegati alla medesima lista che erano eletti nei collegi uninominali con il sistema maggioritario.
Il collegio venne abolito insieme a tutti gli altri che costituivano il Senato con la promulgazione della legge elettorale successiva, la cosiddetta Legge Calderoli. Questa prevedeva un sistema proporzionale con premio di maggioranza, che al Senato veniva attribuito a livello regionale.

## Territorio
Il collegio Roma - Val Melaina era uno dei 21 collegi uninominali in cui era suddiviso il Lazio e, come previsto dal D.Lgs. del 20 dicembre 1993 n. 535, comprendeva il quartiere romano di San Basilio e le zone Val Melaina, Castel Giubileo, Marcigliana, Tor San Giovanni e Settecamini; la capitale complessivamente contava undici collegi uninominali al Senato.

## Eletti
| Elezione | Elezione | Senatore            | Partito                    |
| -------- | -------- | ------------------- | -------------------------- |
|          | 1994     | Cesare Previti      | Polo del Buon Governo (FI) |
|          | 1996     | Carla Mazzuca       | L'Ulivo (RI)               |
|          | 2001     | Francesco D'Onofrio | Casa delle Libertà (CCD)   |

## Dati elettorali

### XII legislatura
|                               | Cesare Previti ✔️ Eletto | Polo del Buon Governo        | 68 819  | 43,72 |  |  |  |  |  |
|                               | Francesco Saverio Russo  | Progressisti                 | 56 022  | 35,59 |  |  |  |  |  |
|                               | Vincenzo De Paola        | Patto per l'Italia           | 17 935  | 11,40 |  |  |  |  |  |
|                               | Liliana Merlini          | Lista Pannella-Riformatori   | 7 697   | 4,89  |  |  |  |  |  |
|                               | Salvatore Doddi          | Verdi Federalisti            | 5 733   | 3,64  |  |  |  |  |  |
|                               | Maria Tiziana Pedini     | Partito della Legge Naturale | 1 185   | 0,75  |  |  |  |  |  |
| Totale                        | Totale                   | Totale                       | 157 391 | 100   |  |  |  |  |  |
|                               |                          |                              |         |       |  |  |  |  |  |
| Voti non validi               | Voti non validi          | Voti non validi              | 7 459   | 4,52  |  |  |  |  |  |
| Votanti                       | Votanti                  | Votanti                      | 164 850 | 88,95 |  |  |  |  |  |
| Elettori                      | Elettori                 | Elettori                     | 185 326 |       |  |  |  |  |  |
|                               |                          |                              |         |       |  |  |  |  |  |
| Data: 27-28 marzo 1994        |                          |                              |         |       |  |  |  |  |  |
| Fonte: Ministero dell'interno |                          |                              |         |       |  |  |  |  |  |

### XIII legislatura
|                               | Carla Mazzuca Poggiolini ✔️ Eletta | L'Ulivo                            | 75 654  | 47,84 |  |  |  |  |  |
|                               | Francesco D'Onofrio ✔️ Eletto      | Polo per le Libertà                | 70 879  | 44,82 |  |  |  |  |  |
|                               | Nicola Cospito                     | Movimento Sociale Fiamma Tricolore | 5 719   | 3,62  |  |  |  |  |  |
|                               | Carla Rossi                        | Lista Pannella-Sgarbi              | 4 543   | 2,87  |  |  |  |  |  |
|                               | Carlo Alberto Vitellozzi           | Socialista                         | 1 355   | 0,86  |  |  |  |  |  |
| Totale                        | Totale                             | Totale                             | 158 150 | 100   |  |  |  |  |  |
|                               |                                    |                                    |         |       |  |  |  |  |  |
| Voti non validi               | Voti non validi                    | Voti non validi                    | 7 294   | 4,41  |  |  |  |  |  |
| Votanti                       | Votanti                            | Votanti                            | 165 444 | 86,57 |  |  |  |  |  |
| Elettori                      | Elettori                           | Elettori                           | 191 121 |       |  |  |  |  |  |
|                               |                                    |                                    |         |       |  |  |  |  |  |
| Data: 21 aprile 1996          |                                    |                                    |         |       |  |  |  |  |  |
| Fonte: Ministero dell'interno |                                    |                                    |         |       |  |  |  |  |  |

### XIV legislatura
|                               | Francesco D'Onofrio ✔️ Eletto | Casa delle Libertà                   | 73 315  | 45,43 |  |  |  |  |  |
|                               | Raffaello Fellah              | L'Ulivo                              | 64 034  | 39,68 |  |  |  |  |  |
|                               | Rita Corneli                  | Partito della Rifondazione Comunista | 8 441   | 5,23  |  |  |  |  |  |
|                               | Diodato Benedetto Calvo       | Lista Di Pietro                      | 4 642   | 2,88  |  |  |  |  |  |
|                               | Aldo Ravazzi                  | Lista Pannella-Bonino                | 4 048   | 2,51  |  |  |  |  |  |
|                               | Maria Bonato                  | Democrazia Europea                   | 2 954   | 1,83  |  |  |  |  |  |
|                               | Patrizia Ventrera             | Fiamma Tricolore                     | 2 304   | 1,43  |  |  |  |  |  |
|                               | Antonio De Cicco              | Fronte Nazionale                     | 1 628   | 1,01  |  |  |  |  |  |
| Totale                        | Totale                        | Totale                               | 161 366 | 100   |  |  |  |  |  |
|                               |                               |                                      |         |       |  |  |  |  |  |
| Voti non validi               | Voti non validi               | Voti non validi                      | 7 052   | 4,19  |  |  |  |  |  |
| Votanti                       | Votanti                       | Votanti                              | 168 418 | 82,28 |  |  |  |  |  |
| Elettori                      | Elettori                      | Elettori                             | 204 695 |       |  |  |  |  |  |
|                               |                               |                                      |         |       |  |  |  |  |  |
| Data: 13 maggio 2001          |                               |                                      |         |       |  |  |  |  |  |
| Fonte: Ministero dell'interno |                               |                                      |         |       |  |  |  |  |  |